# Chung kết Cúp EFL 2022
Chung kết Cúp EFL 2022 là trận chung kết của Cúp EFL 2021-22. Trận đấu diễn ra giữa Chelsea và Liverpool tại Sân vận động Wembley ở London, Anh diễn ra vào ngày 27 tháng 2 năm 2022. Trận đấu không có bàn thắng nào trong 90 phút đầu tiên hoặc 30 phút của hiệp phụ và phải bước vào loạt sút luân lưu; Mỗi quả trong số 21 quả đá luân lưu đầu tiên đều thực hiện thành công trước khi thủ môn Kepa Arrizabalaga của Chelsea thực hiện hỏng và mang về chiến thắng 11–10 cho Liverpool và là chức vô địch Cúp EFL lần thứ chín.
Đây là trận chung kết Cúp EFL đầu tiên kể từ năm 2017 không có sự góp mặt của Manchester City, đội đã bị West Ham United loại ở vòng 4.

## Đường đến trận chung kết

### Chelsea
| Vòng                                    | Đối thủ               | Tỉ số        |
| --------------------------------------- | --------------------- | ------------ |
| Vòng 3                                  | Aston Villa (H)       | 1–1 (4–3 p.) |
| Vòng 4                                  | Southampton (H)       | 1–1 (4–3 p.) |
| Tứ kết                                  | Brentford (A)         | 2–0          |
| Bán kết                                 | Tottenham Hotspur (H) | 2–0          |
| Bán kết                                 | Tottenham Hotspur (A) | 1–0          |
| Ghi chú: (H) = Sân nhà; (A) = Sân khách |                       |              |

Chelsea, với tư cách là một đội Premier League tham dự UEFA Champions League 2021-22 bắt đầu ở vòng thứ ba. Trận đấu đầu tiên của họ diễn ra trên sân nhà trước đội bóng ở Premier League là Aston Villa. Timo Werner đưa Chelsea vượt lên dẫn trước trong hiệp hai, chỉ để Cameron Archer gỡ hòa cho Villa. Trận đấu chuyển sang loạt sút luân lưu, Chelsea thắng 4–3. Ở vòng 4, họ lại bị cầm hòa trên sân nhà trước một đội bóng ở Premier League, lần này là Southampton. Chelsea một lần nữa vượt lên dẫn trước nhờ công của Kai Havertz ngay trước khi hiệp một kết thúc, nhưng Ché Adams đã gỡ hòa ngay sau khoảng thời gian đó để một lần nữa đưa tỷ số hòa vào loạt sút luân lưu, Chelsea lại thắng 4–3. Ở vòng tứ kết, Chelsea nhận trận hòa đầu tiên trên sân khách, gặp đối thủ Tây London và là đội bóng ở Premier League Brentford. Trận đấu diễn ra không có bàn thắng nào cho đến khi 10 phút cuối trận, khi Pontus Jansson của Brentford đá phản lưới nhà, trước khi Jorginho ấn định chiến thắng 2–0 cho Chelsea bằng một quả phạt đền. Trận bán kết, Chelsea tiếp tục gặp một đội bóng ở Premier League và là đối thủ ở London là Tottenham Hotspur. Ở trận lượt đi tại Stamford Bridge, Chelsea thắng 2–0; cả hai bàn thắng đều đến trong hiệp một, bàn đầu tiên do công của Kai Havertz trước khi Ben Davies của Tottenham đá phản lưới nhà. Trong trận lượt về tại Sân vận động Tottenham Hotspur, chiến thắng 1–0 nhờ bàn thắng của Antonio Rüdiger là đủ để đưa Chelsea vào chung kết với tỷ số chung cuộc là 3–0.

### Liverpool
| Vòng                                    | Đối thủ               | Tỷ số        |
| --------------------------------------- | --------------------- | ------------ |
| Vòng 3                                  | Norwich City (A)      | 3–0          |
| Vòng 4                                  | Preston North End (A) | 2–0          |
| Tứ kết                                  | Leicester City (H)    | 3–3 (5–4 p.) |
| Bán kết                                 | Arsenal (H)           | 0–0          |
| Bán kết                                 | Arsenal (A)           | 2–0          |
| Ghi chú: (H) = Sân nhà; (A) = Sân khách |                       |              |

Với tư cách là một đội Premier League khác tham dự UEFA Champions League 2021-22, Liverpool cũng bắt đầu ở Vòng 3. Trận đấu đầu tiên của họ trong giải đấu diễn ra trước đội bóng tại Premier League Norwich City, họ đã thắng 3–0; Takumi Minamino đã mở tỷ số trong năm phút đầu tiên, và Divock Origi cũng ghi bàn sớm trong hiệp hai trước khi Minamino ghi bàn thắng thứ hai khi trận đấu còn 10 phút. Liverpool nhận thêm một chiến thắng trên sân khách ở Vòng 4, nơi họ đánh bại đội bóng thuộc giải EFL Championship Preston North End với tỷ số 2–0, một lần nữa nhờ các bàn thắng của Minamino và Origi. Liverpool đã bị dẫn trước 3–1 ở hiệp một trong trận đấu ở vòng Tứ kết trên sân nhà trước Leicester City, với hai bàn thắng của Jamie Vardy và một bàn của James Maddison, một bàn của Alex Oxlade-Chamberlain; Diogo Jota gỡ lại một bàn vào giữa hiệp hai, trước khi Minamino ghi bàn thắng thứ tư trong trận đấu ở phút bù giờ thứ năm để đưa trận đấu đến loạt luân lưu. Sau khi Caoimhín Kelleher cản phá được cú đá của Luke Thomas, Minamino có cơ hội mang về cho Liverpool nhưng lại sút vọt xà; tuy nhiên, Ryan Bertrand đã bỏ lỡ nỗ lực tiếp theo của Leicester, qua đó Jota giúp Liverpool giành chiến thắng trong loạt luân lưu với tỉ số 5–4. Họ lại gặp đội bóng tại Premier League Arsenal ở bán kết, nhưng sự bùng phát của COVID-19 trong đội Liverpool khiến trận bán kết lượt đi phải hoãn lại sau khi cơ sở đào tạo của đội đóng cửa. Trong trận đấu ban đầu được coi là trận bán kết lượt về tại Anfield, Liverpool đã không thể ghi bàn dù có lợi thế về người trong gần 3/4 thời gian của trận đấu sau khi Granit Xhaka bị đuổi khỏi sân, và trận đấu kết thúc với tỷ số 0–0. Trong trận lượt về bị hoãn, Diogo Jota đã ghi cả hai bàn thắng trên Sân vận động Emirates để đưa Liverpool vào chung kết.

## Trận đấu

### Chi tiết
| Chelsea | 0–0 (s.h.p.) | Liverpool |
| --- | ------------ | --- |
| | Chi tiết     | |
| Loạt sút luân lưu                                                                                                  |              | |
| - Alonso - Lukaku - Havertz - James - Jorginho - Rüdiger - Kanté - Werner - Thiago Silva - Chalobah - Arrizabalaga | 10–11        | - Milner - Fabinho - Van Dijk - Alexander-Arnold - Salah - Jota - Origi - Robertson - Elliott - Konaté - Kelleher |

| Chelsea | Liverpool |

| GK               | 16 | Édouard Mendy         |        | 120' |
| CB               | 14 | Trevoh Chalobah       |        |      |
| CB               | 6  | Thiago Silva          |        |      |
| CB               | 2  | Antonio Rüdiger       |        |      |
| RM               | 28 | César Azpilicueta (c) |        | 57'  |
| CM               | 7  | N'Golo Kanté          | 99'    |      |
| CM               | 8  | Mateo Kovačić         | 90'    | 106' |
| LM               | 3  | Marcos Alonso         |        |      |
| AM               | 19 | Mason Mount           |        | 74'  |
| AM               | 10 | Christian Pulisic     |        | 74'  |
| CF               | 29 | Kai Havertz           | 105+2' |      |
| Dự bị:           |    |                       |        |      |
| GK               | 1  | Kepa Arrizabalaga     |        | 120' |
| DF               | 24 | Reece James           |        | 57'  |
| DF               | 31 | Malang Sarr           |        |      |
| MF               | 5  | Jorginho              |        | 106' |
| MF               | 12 | Ruben Loftus-Cheek    |        |      |
| MF               | 17 | Saúl Ñíguez           |        |      |
| MF               | 20 | Callum Hudson-Odoi    |        |      |
| FW               | 9  | Romelu Lukaku         |        | 74'  |
| FW               | 11 | Timo Werner           |        | 74'  |
| Huấn luyện viên: |    |                       |        |      |
| Thomas Tuchel    |    |                       |        |      |

| GK               | 62 | Caoimhín Kelleher       |        |     |
| RB               | 66 | Trent Alexander-Arnold  | 105+2' |     |
| CB               | 32 | Joël Matip              |        | 91' |
| CB               | 4  | Virgil van Dijk         |        |     |
| LB               | 26 | Andrew Robertson        |        |     |
| CM               | 14 | Jordan Henderson (c)    |        | 79' |
| CM               | 3  | Fabinho                 |        |     |
| CM               | 8  | Naby Keïta              |        | 80' |
| RF               | 11 | Mohamed Salah           |        |     |
| CF               | 10 | Sadio Mané              |        | 80' |
| LF               | 23 | Luis Díaz               |        | 97' |
| Dự bị:           |    |                         |        |     |
| GK               | 1  | Alisson                 |        |     |
| DF               | 5  | Ibrahima Konaté         |        | 91' |
| DF               | 21 | Kostas Tsimikas         |        |     |
| MF               | 7  | James Milner            |        | 80' |
| MF               | 15 | Alex Oxlade-Chamberlain |        |     |
| MF               | 67 | Harvey Elliott          |        | 79' |
| FW               | 18 | Takumi Minamino         |        |     |
| FW               | 20 | Diogo Jota              |        | 80' |
| FW               | 27 | Divock Origi            |        | 97' |
| Huấn luyện viên: |    |                         |        |     |
| Jürgen Klopp     |    |                         |        |     |

| Cầu thủ xuất sắc nhất trận đấu: Virgil van Dijk (Liverpool) Trợ lý trọng tài: Dan Cook (Manchester) Daniel Robathan (Norfolk) Trọng tài thứ 4: Andrew Madley (Huddersfield) Trợ lý trọng tài dự bị: Tim Wood ([Gloucestershire) Trợ lý trọng tài video: Darren England (Doncaster) Trợ lý của tổ trợ lý trọng tài video: Simon Bennett (Staffordshire) | Quy định trận đấu - 90 phút thi đấu - 30 phút hiệp phụ nếu tỷ số hoà - Loạt sút luân lưu nếu tỷ số vẫn hoà - 9 cầu thủ dự bị - Được phép thay tối đa 5 cầu thủ dự bị, được phép thay thêm 1 cầu thủ dự bị nữa trong hiệp phụ |